# Sportjahr 1990
Liste der Sportjahre

◄◄ | ◄ | 1986 | 1987 | 1988 | 1989 | Sportjahr 1990 | 1991 | 1992 | 1993 | 1994 | ► | ►►

Weitere Ereignisse

## Badminton
Höhepunkte des Badmintonjahres 1990 waren die Asienspiele,  die Commonwealth Games, der Thomas Cup und der Uber Cup.

### World Badminton Grand Prix
| Veranstaltung       | Herreneinzel           | Dameneinzel         | Herrendoppel                       | Damendoppel                           | Mixed                                |
| ------------------- | ---------------------- | ------------------- | ---------------------------------- | ------------------------------------- | ------------------------------------ |
| Chinese Taipei Open | Eddy Kurniawan         | Chun Sung-suk       | Mark Christiansen Michael Kjeldsen | Gillian Clark Gillian Gowers          | Thomas Lund Pernille Dupont          |
| Japan Open          | Morten Frost           | Huang Hua           | Park Joo-bong Kim Moon-soo         | Yao Fen Lai Caiqin                    | Park Joo-bong Chung Myung-hee        |
| Finnish Open        | Morten Frost           | Pernille Nedergaard | Imay Hendra Bagus Setiadi          | Maria Bengtsson Christine Magnusson   | Thomas Lund Pernille Dupont          |
| Swedish Open        | Liu Jun                | Huang Hua           | Li Yongbo Tian Bingyi              | Huang Hua Zhou Lei                    | Jan-Eric Antonsson Maria Bengtsson   |
| All England         | Zhao Jianhua           | Susi Susanti        | Park Joo-bong Kim Moon-soo         | Chung Myung-hee Hwang Hye-young       | Park Joo-bong Chung Myung-hee        |
| French Open         | Foo Kok Keong          | Hwang Hye-young     | Park Joo-bong Kim Moon-soo         | Chung Myung-hee Hwang Hye-young       | Kim Moon-soo Chung So-young          |
| Australia Open      | Ardy Wiranata          | Susi Susanti        | Jalani Sidek Razif Sidek           | Rhonda Cator Anna Lao                 | He Tim Anna Lao                      |
| Thailand Open       | Sompol Kukasemkij      | Huang Hua           | Park Joo-bong Kim Moon-soo         | Yao Fen Lai Caiqin                    | Park Joo-bong Chung Myung-hee        |
| Malaysia Open       | Rashid Sidek           | Huang Hua           | Park Joo-bong Kim Moon-soo         | Chung Myung-hee Chung So-young        | Park Joo-bong Chung Myung-hee        |
| Indonesia Open      | Ardy Wiranata          | Lee Young-suk       | Razif Sidek Jalani Sidek           | Chung Myung-hee Hwang Hye-young       | Rudy Gunawan Rosiana Tendean         |
| Singapur Open       | Foo Kok Keong          | Tang Jiuhong        | Eddy Hartono Rudy Gunawan          | Gillian Clark Gillian Gowers          | Jan-Eric Antonsson Maria Bengtsson   |
| Dutch Open          | Hermawan Susanto       | Minarti Timur       | Jon Holst-Christensen Thomas Lund  | Lisbet Stuer-Lauridsen Nettie Nielsen | Pär-Gunnar Jönsson Maria Bengtsson   |
| German Open         | Fung Permadi           | Pernille Nedergaard | Ong Ewe Chye Rahman Sidek          | Dorte Kjær Lotte Olsen                | Pär-Gunnar Jönsson Maria Bengtsson   |
| Denmark Open        | Poul-Erik Høyer Larsen | Tang Jiuhong        | Li Yongbo Tian Bingyi              | Lotte Olsen Dorte Kjær                | Thomas Lund Pernille Dupont          |
| Canadian Open       | Fung Permadi           | Vlada Chernyavskaya | Ong Ewe Chye Rahman Sidek          | Denyse Julien Doris Piché             | Bryan Blanshard Denyse Julien        |
| US Open             | Fung Permadi           | Denyse Julien       | Ger Shin-ming Yang Shih-jeng       | Denyse Julien Doris Piché             | Tariq Wadood Traci Britton           |
| Scottish Open       | Ib Frederiksen         | Helen Troke         | Peter Axelsson Pär-Gunnar Jönsson  | Catrine Bengtsson Maria Bengtsson     | Jon Holst-Christensen Grete Mogensen |
| Grand Prix Finale   | Eddy Kurniawan         | Susi Susanti        | Eddy Hartono Rudy Gunawan          | Rosiana Tendean Erma Sulistianingsih  | Thomas Lund Pernille Dupont          |

## Eishockey & Bandy
- In Schweden sorgt ein Hockeysport-Wettskandal für intensive Medienbewachung

## Leichtathletik
- 24. März – Patrik Bodén, Schweden, erreichte im Speerwurf der Herren 89,10 Meter.
- 25. April – Li Huirong, China, erreichte im Dreisprung der Damen 14,54 Meter.
- 20. Mai – Randy Barnes, USA, stieß im Kugelstoßen der Herren 23,12 Meter.
- 26. Mai – Andrei Perlow, Sowjetunion, ging im 20.000-Meter-Gehen der Herren in 1:18:20 Stunden.
- 24. Juni – Zhang Chunzhen, China, erreichte im Stabhochsprung der Damen 3,81 Meter.
- 20. Juli – Steve Backley, Großbritannien, erreichte im Speerwurf der Herren 90,98 Meter.
- 11. August – Larissa Baranowa, Sowjetunion, erreichte im Hammerwurf der Damen 61,96 Meter.
- 17. August – Christine Wachtel, DDR, lief die 1000 Meter der Damen in 2:30,7 Minuten.
- 25. August – Li Huirong, China, sprang im Dreisprung der Damen 14,54 Meter.
- 16. Oktober – Pavol Blažek, Tschechoslowakei, ging im 20.000-Meter-Gehen der Herren in 1:18:13 Stunden.

## Motorradsport

### Formula TT
- Die Formula TT wird 1990 zum letzten Mal ausgetragen und besteht aus fünf Rennen. In der TT-F1-Klasse gewinnt der 25-jährige Brite Carl Fogarty auf Honda seinen dritten Titel in Folge. Zweiter und Dritter werden die nordirischen Brüder Joey (ebenfalls Honda) und Robert Dunlop (Norton).

Details: Formula TT 1990

### Superbike-Weltmeisterschaft
- Der 33-jährige Franzose Raymond Roche gewinnt auf Ducati vor dem Italiener Fabrizio Pirovano (Yamaha) und dem Belgier Stéphane Mertens (Honda) die Fahrerwertung. In der Konstrukteurswertung setzt sich Honda vor Ducati und Yamaha durch.

Details: Superbike-Weltmeisterschaft 1990

## Schach
- Schacholympiade 1990 in Novi Sad (Jugoslawien).
- Schachweltmeisterschaft 1990 zwischen Garri Kasparow und Anatoli Karpow.

## Tischtennis
- Tischtennis-Europameisterschaft 1990 8. bis 16. April 1990 in Göteborg (Schweden)
- Länderspiele Deutschlands (Freundschaftsspiele)
  - 12. März: Asslar: D. – Polen 4:1 (Herren)
- Europaliga
  - 25. Januar: Lenhovda: D. – Schweden 4:3 (Damen + Herren)
  - 13. Februar: Bayreuth: D. – Polen 7:0 (Damen + Herren)
  - 6. März: Bexleyheath: D. – England 4:3 (Damen + Herren)
  - 11. September: Warschau: D. – Polen 5:2 (Damen + Herren)
  - 11. Oktober: Aalen: D. – CSSR 5:2 (Damen + Herren)
  - 6. Dezember: Bonn: D. – Schweden 2:5 (Damen + Herren)
  - 18. Dezember: Pozarevac: D. – Jugoslawien 6:1 (Damen + Herren)

## Geboren

### Januar
- 01. Januar: Nick Aitken, australischer Straßenradrennfahrer
- 02. Januar: Karel Abraham, tschechischer Motorradrennfahrer
- 02. Januar: Jiří Mazoch, tschechischer Skispringer
- 02. Januar: Alberto Melián, argentinischer Boxer
- 02. Januar: Konstantin Schmidt, deutsch-schweizerischer Eishockeyspieler
- 03. Januar: Aykut Çeviker, türkischer Fußballspieler
- 03. Januar: Saheed Idowu, kongolesischer Tischtennisspieler
- 03. Januar: José Pierre Vunguidica, angolanischer Fußballspieler
- 04. Januar: Iago Falqué, spanischer Fußballspieler

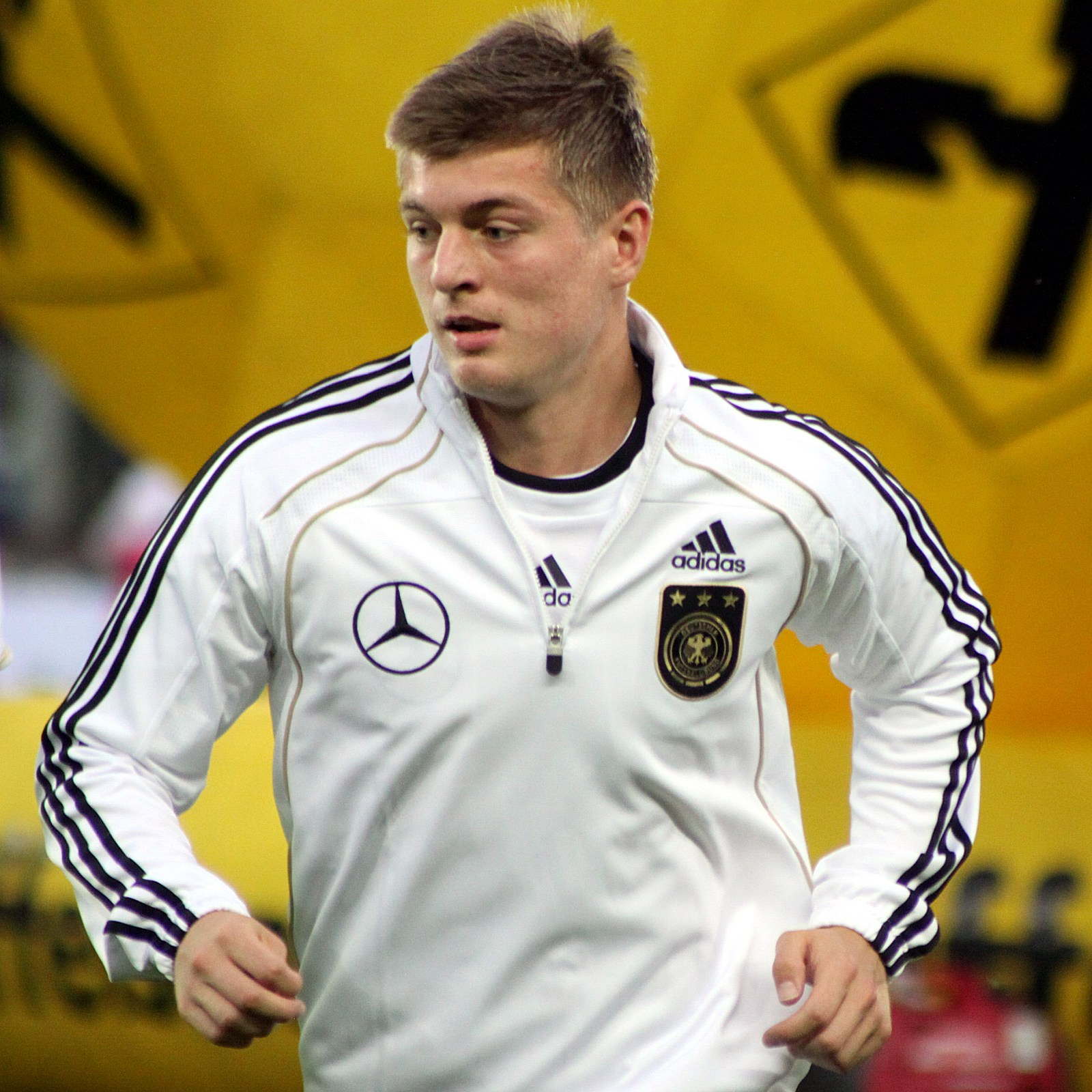
Toni Kroos

- 04. Januar: Toni Kroos, deutscher Fußballspieler
- 05. Januar: Leroy Fer, niederländischer Fußballspieler
- 05. Januar: Thomas Leberfinger, deutscher Fußballspieler
- 06. Januar: Sandro Cortese, deutscher Motorradrennfahrer
- 06. Januar: Marlene Zapf, deutsche Handballspielerin
- 07. Januar: Gregor Schlierenzauer, österreichischer Skispringer
- 08. Januar: Laura Brosius, deutsche Fußballspielerin
- 08. Januar: Kenshirō Itō, japanischer Skispringer
- 08. Januar: Scott Pye, australischer Automobilrennfahrer
- 09. Januar: Carlos de Oliveira Santos, brasilianischer Leichtathlet
- 10. Januar: Mirko Bortolotti, italienischer Automobilrennfahrer
- 10. Januar: John Carlson, US-amerikanischer Eishockeyspieler
- 10. Januar: Fabian Grünwald, deutscher Grasskiläufer
- 10. Januar: Mario Innauer, österreichischer Skispringer
- 11. Januar: Julija Rodionowa, kasachische Freestyle-Skierin
- 12. Januar: Andrey Coutinho, brasilianischer Fußballspieler
- 12. Januar: Sergej Karjakin, russischer Schach-Großmeister
- 12. Januar: Olessja Romassenko, russische Kanutin
- 12. Januar: John Smith, südafrikanischer Ruderer
- 13. Januar: Bobby Schagen, niederländischer Handballspieler
- 13. Januar: Julia Zirnstein, deutsche Fußballspielerin
- 14. Januar: Fadwa al-Bouza, syrische Leichtathletin
- 14. Januar: Racheal Nachula, sambische Sprinterin
- 14. Januar: Áron Szilágyi, ungarischer Säbelfechter
- 15. Januar: Luis Soffner, US-amerikanischer Fußballtorwart
- 16. Januar: Oliver Hofstetter, Schweizer Radrennfahrer
- 18. Januar: İbrahim Eren Akduman, türkischer Fußballspieler
- 19. Januar: Jakub Kot, polnischer Skispringer
- 20. Januar: Johannes Focher, deutscher Fußballtorwart
- 23. Januar: Lavonte David, US-amerikanischer American-Football-Spieler
- 23. Januar: Olga Fatkulina, russische Eisschnellläuferin
- 23. Januar: Tatjana Gorbunowa, russische Turnerin und Olympiasiegerin
- 23. Januar: Bianca Schmidt, deutsche Fußballspielerin
- 24. Januar: Ermin Bičakčić, bosnisch-herzegowinischer Fußballspieler
- 25. Januar: Leonie Pankratz, deutsche Fußballspielerin
- 25. Januar: Fábio Silvestre, portugiesischer Radrennfahrer
- 26. Januar: Sergio Pérez, mexikanischer Automobilrennfahrer
- 27. Januar: Christoph Moritz, deutscher Fußballspieler
- 28. Januar: Tim Treude, deutscher Fußballspieler
- 31. Januar: Rubén Botta, argentinisch-italienischer Fußballspieler
- 31. Januar: Marco Holz, deutscher Fußballspieler

### Februar

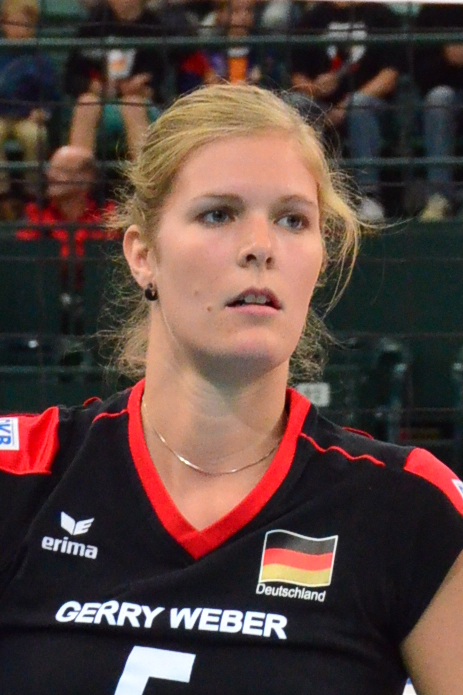
Anja Brandt

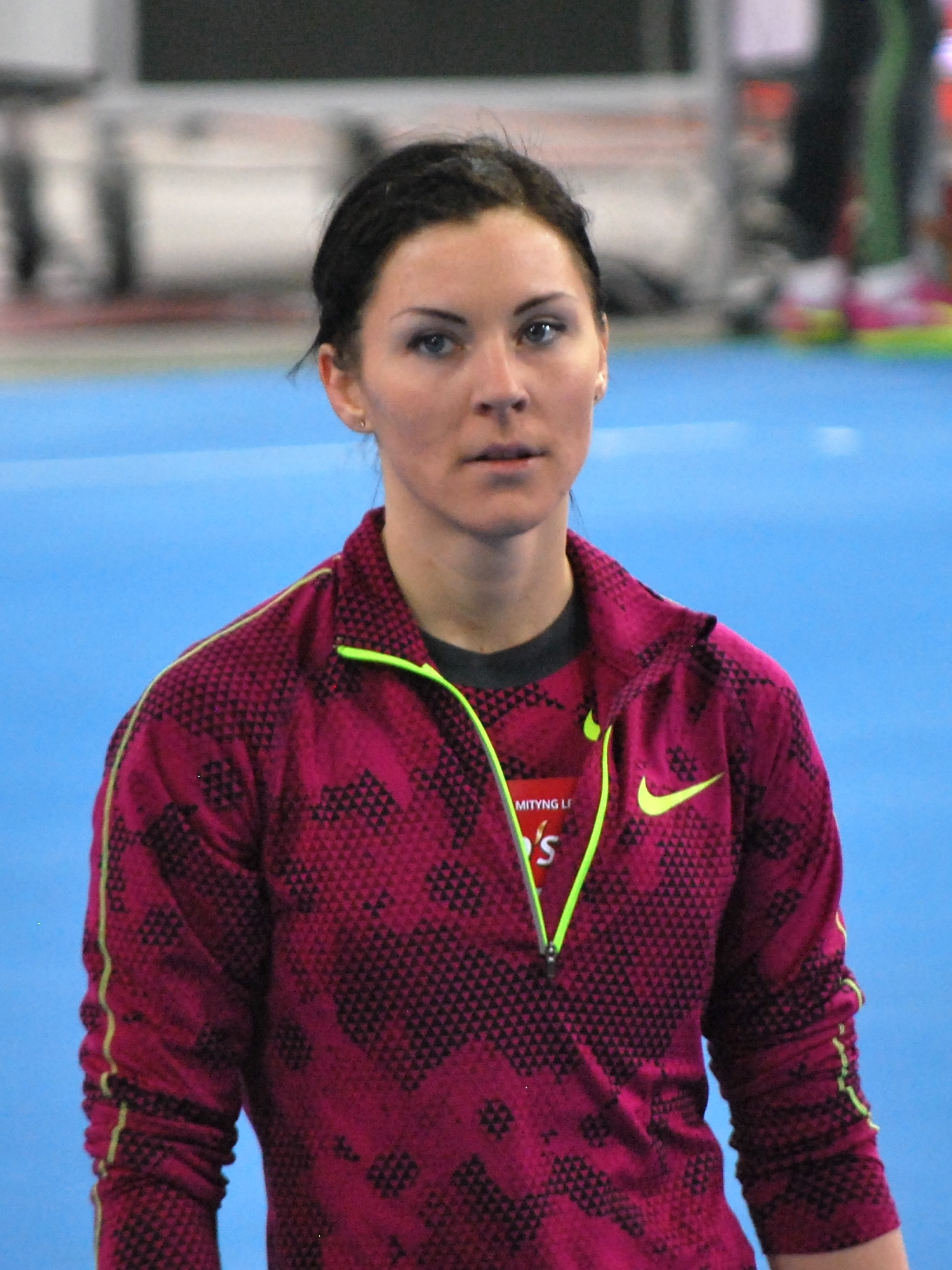
Barbara Szabó

- 02. Februar: Matic Kramaršič, slowenischer Skispringer
- 02. Februar: Subhash Singh, indischer Fußballspieler
- 03. Februar: Julia Wenzl, deutsche Handballspielerin
- 04. Februar: Marcel Kandziora, deutscher Fußballspieler
- 04. Februar: Karen Knútsdóttir, isländische Handballspielerin
- 04. Februar: Ekaterini Stefanidi, griechische Stabhochspringerin und Olympiasiegerin
- 06. Februar: Tatjana Chmyrowa, russische Handballspielerin
- 06. Februar: Desirée Schumann, deutsche Fußballspielerin
- 07. Februar: Neil Etheridge, englisch-philippinischer Fußballtorhüter
- 07. Februar: Dalilah Muhammad, US-amerikanische Hürdenläuferin
- 08. Februar: Michala Kvapilová, tschechische Volleyball- und Beachvolleyballspielerin
- 09. Februar: Marc Liyanage, deutscher Basketballspieler
- 10. Februar: Maximilian Ahlschwede, deutscher Fußballspieler
- 10. Februar: Hajck Karapetjan, deutscher Handballspieler
- 10. Februar: Pascal Koopmann, deutscher Fußballspieler
- 11. Februar: Marcus Eriksson, luxemburgischer Eishockeyspieler
- 11. Februar: Patrick Funk, deutscher Fußballspieler
- 11. Februar: Juan Gutiérrez, chilenischer Fußballspieler
- 11. Februar: Catherine Skinner, australische Sportschützin
- 12. Februar: Patrick Geering, Schweizer Eishockeyspieler
- 13. Februar: Stephan Gusche, deutscher Fußballspieler
- 14. Februar: Andrea Caldarelli, italienischer Automobilrennfahrer
- 14. Februar: Therese Wislander, schwedische Handballspielerin
- 15. Februar: Anja Brandt, deutsche Volleyballspielerin
- 15. Februar: Martin Fuger, österreichischer Handballspieler
- 15. Februar: Draško Nenadić, serbischer Handballspieler
- 15. Februar: Charles Pic, französischer Automobilrennfahrer
- 15. Februar: Stephanie Vogt, liechtensteinische Tennisspielerin
- 16. Februar: Nico Abegglen, Schweizer Fußballspieler
- 16. Februar: Jonas Ahlstrand, schwedischer Straßenradrennfahrer
- 17. Februar: Simon Schmitz, deutscher Basketballspieler
- 17. Februar: Barbara Szabó, ungarische Hochspringerin
- 18. Februar: Iryna Hlibko, ukrainische Handballspielerin († 2024)
- 19. Februar: Juri Kunakow, russischer Wasserspringer
- 20. Februar: Ciro Immobile, italienischer Fußballspieler
- 21. Februar: David Addy, ghanaischer Fußballspieler
- 21. Februar: Mike Hammond, britisch-kanadischer Eishockeyspieler († 2023)
- 24. Februar: Ayub Daud, somalischer Fußballspieler
- 24. Februar: Yao Lei, singapurische Badmintonspielerin
- 24. Februar: Randy Krummenacher, Schweizer Motorradrennfahrer
- 25. Februar: Younès Belhanda, marokkanischer Fußballspieler
- 25. Februar: Huang Xuechen, chinesische Synchronschwimmerin
- 27. Februar: Facundo Bagnis, argentinischer Tennisspieler

### März
- 01. März: Melissa Tapper, australische Tischtennisspielerin
- 02. März: Luis Advíncula Castrillón, peruanischer Fußballspieler
- 02. März: Adderly Fong, hongkong-chinesischer Automobilrennfahrer
- 02. März: Jerome Flaake, deutscher Eishockeyspieler
- 04. März: Rodrigo Pastorini, uruguayischer Fußballspieler
- 05. März: Hannes Ackermann, deutscher Freestyle Motocrossfahrer
- 05. März: Alexandra Bujdosó, deutsche Säbelfechterin
- 07. März: Gary Noël, englisch-mauritischer Fußballspieler
- 09. März: Fahri Akyol, deutsch-türkischer Fußballspieler
- 10. März: Inna Deriglasowa, russische Florettfechterin
- 10. März: Víctor García, spanischer Automobilrennfahrer
- 11. März: Jim Härtull, finnischer Nordischer Kombinierer
- 12. März: Jesper Asselman, niederländischer Radrennfahrer
- 12. März: Milena Knežević, montenegrinische Handballspielerin
- 12. März: Dawid Kubacki, polnischer Skispringer
- 12. März: Franziska Müller, deutsche Handballspielerin
- 14. März: Oksana Okunjewa, ukrainische Hochspringerin
- 16. März: Raphaël Addy, Schweizer Straßenradrennfahrer
- 16. März: Keesja Gofers, australische Wasserballspielerin
- 17. März: Jakub Hrstka, tschechischer Handballspieler
- 17. März: Saina Nehwal, indische Badmintonspielerin
- 17. März: Stéphane Richelmi, monegassischer Automobilrennfahrer
- 17. März: Jacob Wilson, US-amerikanischer Automobilrennfahrer
- 18. März: Jonatan Kotzke, deutscher Fußballspieler
- 20. März: René Vollath, deutscher Fußballspieler
- 22. März: Daniel Zampieri, italienischer Automobilrennfahrer
- 23. März: Jaime Alguersuari, spanischer Automobilrennfahrer
- 24. März: Libby Clegg, britische Leichtathletin
- 24. März: Vedrana Malec, kroatische Skilangläuferin
- 25. März: Alexander Esswein, deutscher Fußballspieler
- 26. März: Hanno Behrens, deutscher Fußballspieler
- 27. März: Amir Abrashi, kosovarisch-schweizerischer Fußballspieler
- 28. März: Luca Marrone, italienischer Fußballspieler
- 30. März: Stefano Bizzarri, italienischer Automobilrennfahrer
- 30. März: Jonathan Toto, französisch-kamerunischer Fußballspieler

### April

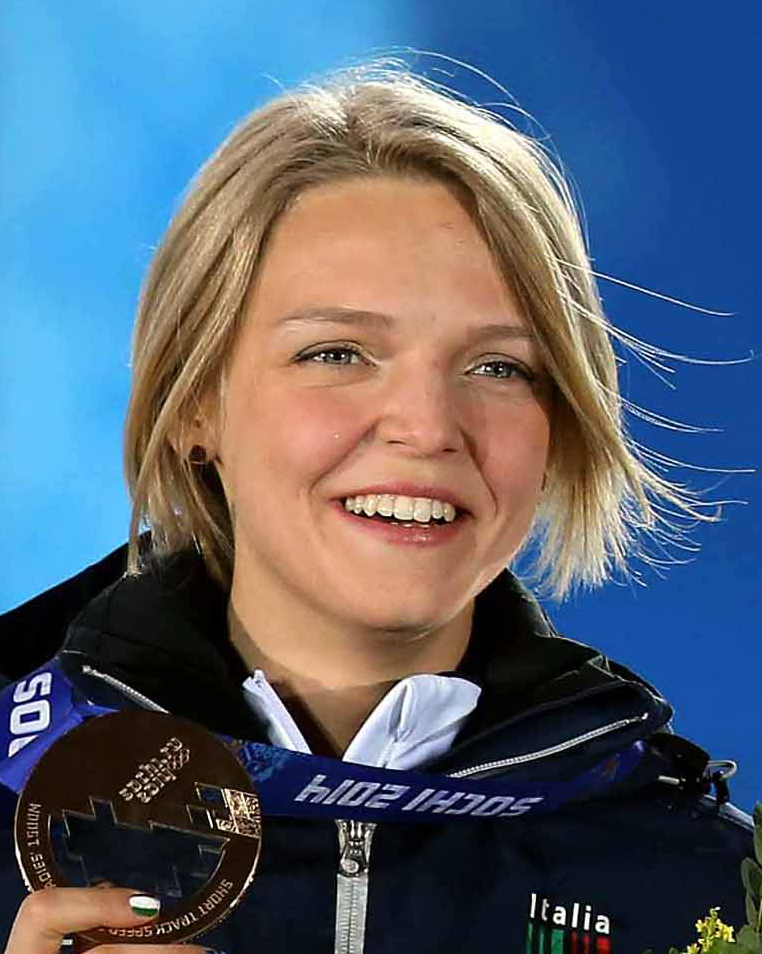
Arianna Fontana

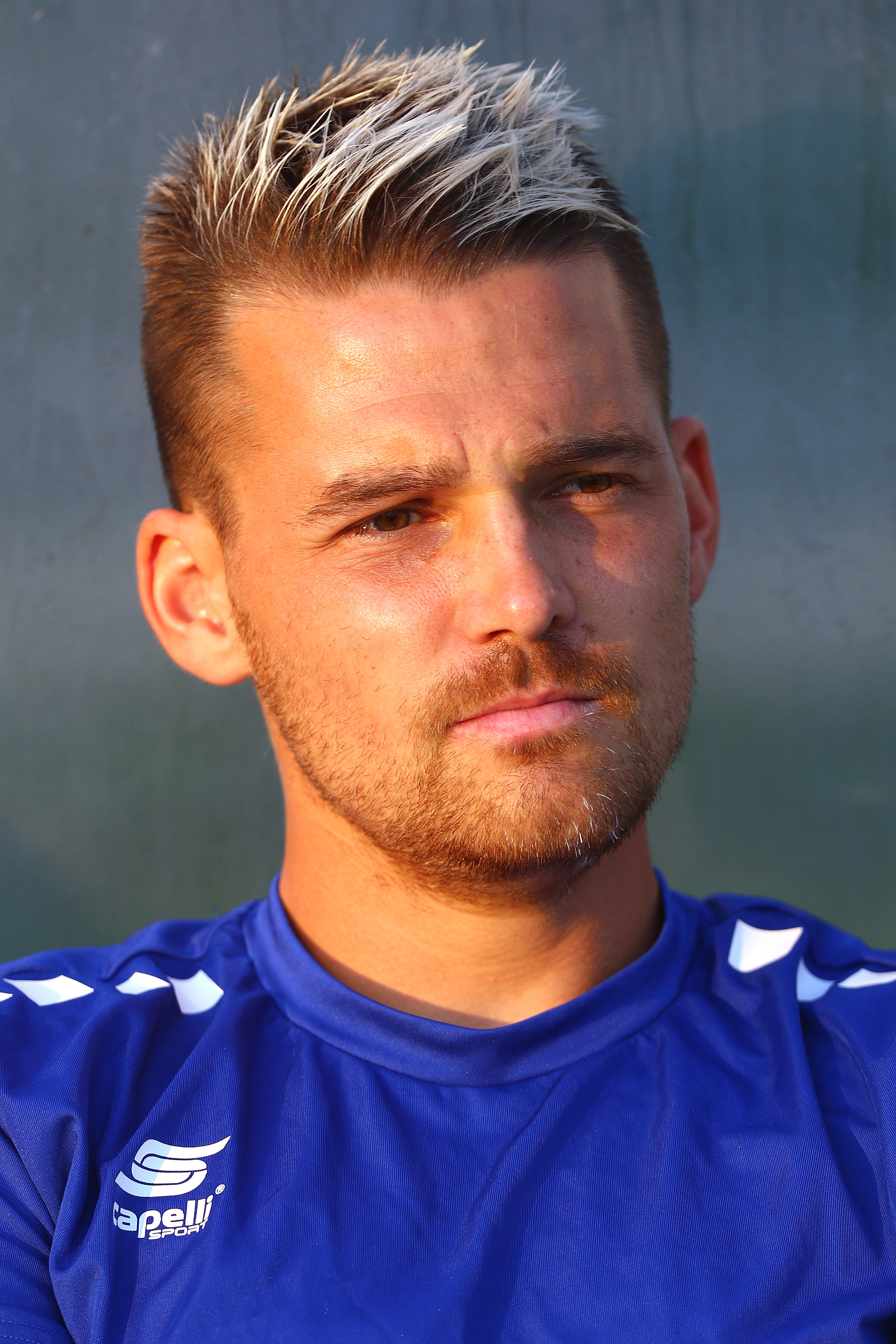
David Harrer

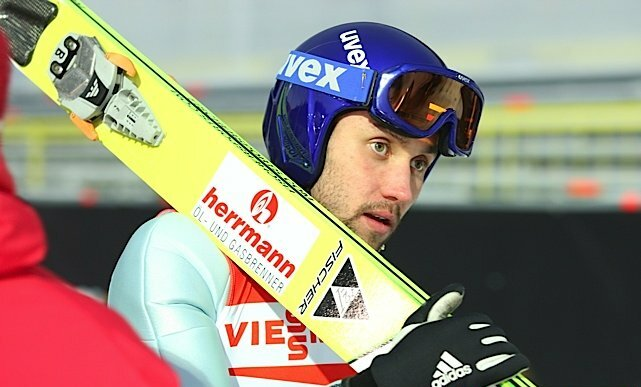
Pawel Karelin

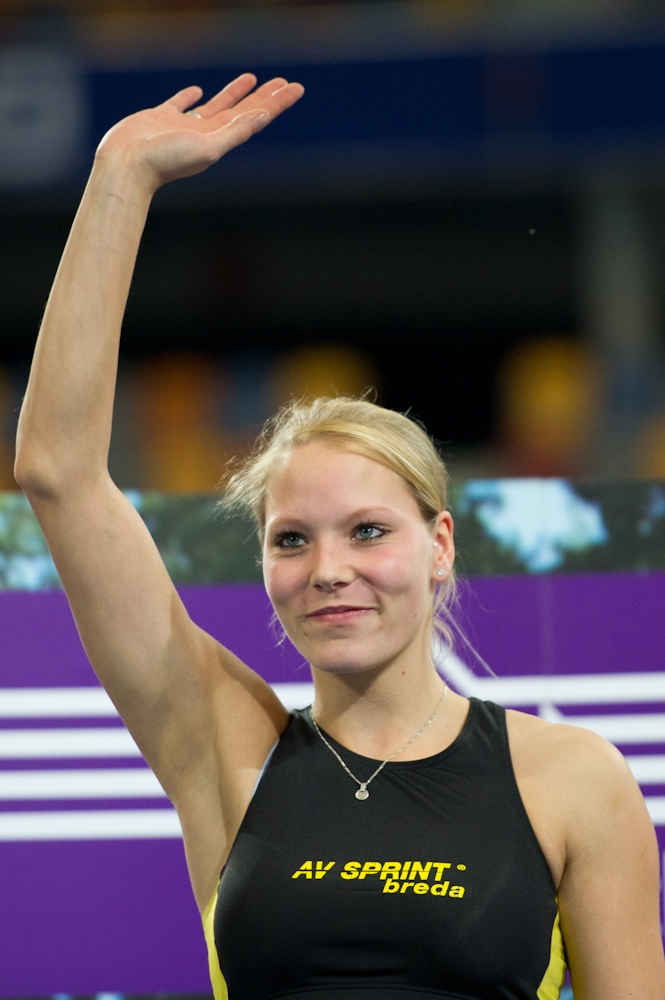
Nadine Broersen

- 01. April: Mert Tahmazoğlu, türkischer Eishockeyspieler
- 02. April: Jewgenija Kanajewa, russische rhythmische Sportgymnastin und Olympiasiegerin
- 02. April: Nikolai Link, deutscher Handballspieler
- 02. April: Miralem Pjanić, bosnisch-herzegowinischer Fußballspieler
- 03. April: Madison Brengle, US-amerikanische Tennisspielerin
- 03. April: John Brown, US-amerikanischer Footballspieler
- 03. April: Laura Glaser, deutsche Handballtorfrau
- 04. April: Steffen Fäth, deutscher Handballspieler
- 04. April: Marc Vales, andorranischer Fußballspieler
- 05. April: Devann Yao, US-amerikanisch-französischer Fußballspieler
- 05. April: Sercan Yıldırım, türkischer Fußballspieler
- 06. April: Merlin Tandjigora, gabunischer Fußballspieler
- 08. April: Rabea Neßlage, deutsche Handballspielerin
- 09. April: Matías Abero, uruguayischer Fußballspieler
- 10. April: Florian Hempel, deutscher Dart- und früherer Handballspieler
- 10. April: Eşref Koçak, türkischer Fußballspieler
- 11. April: Philipp Keinath, deutscher Handballspieler
- 11. April: Ville Larinto, finnischer Skispringer
- 12. April: Rahmat Adianto, indonesischer Badmintonspieler
- 12. April: Jewgeni Kusnezow, russischer Wasserspringer
- 12. April: Andreas Nilsson, schwedischer Handballspieler
- 14. April: Arianna Fontana, italienische Shorttrackerin
- 16. April: Bruno Méndez, spanischer Automobilrennfahrer
- 16. April: Arthur Zanetti, brasilianischer Turner
- 17. April: Darja Abramowa, russische Boxerin
- 17. April: Astrit Ajdarevic, kosovarisch-schwedischer Fußballspieler
- 17. April: Íñigo Prieto López de Cerain, spanischer Fußballschiedsrichterassistent
- 18. April: Anna van der Breggen, niederländische Radrennfahrerin
- 18. April: Stefanie Mirlach, deutsche Fußballspielerin
- 18. April: Wojciech Szczęsny, polnischer Fußballspieler
- 19. April: Thomas Heiniger, Schweizer Badmintonspieler
- 19. April: Damien Le Tallec, französischer Fußballspieler
- 20. April: Randy Edwini-Bonsu, ghanaisch-kanadischer Fußballspieler
- 20. April: Lorenz Hirn, österreichischer Eishockeytorhüter
- 21. April: Tunay Torun, deutsch-türkischer Fußballspieler
- 21. April: Alina Tumilowitsch, belarussische Turnerin
- 22. April: Nils Dresrüsse, deutscher Handballspieler
- 23. April: Cristiana Girelli, italienische Fußballspielerin
- 23. April: Zanka, dänischer Fußballspieler
- 24. April: David Harrer, österreichischer Fußballspieler
- 24. April: Daniel Morad, kanadischer Automobilrennfahrer
- 24. April: Dane Propoggia, australischer Tennisspieler
- 25. April: Matias Laine, finnischer Automobilrennfahrer
- 25. April: Jean-Éric Vergne, französischer Automobilrennfahrer
- 26. April: Luciano Bacheta, britischer Automobilrennfahrer
- 27. April: Wjatscheslaw Akimow, russischer Biathlet
- 27. April: Sarah Bormann, deutsche Boxerin
- 27. April: Pawel Karelin, russischer Skispringer († 2011)
- 29. April: Nadine Broersen, niederländische Leichtathletin
- 29. April: Trihas Gebre, spanische Leichtathletin
- 29. April: Christopher Schindler, deutscher Fußballspieler
- 30. April: Katarzyna Bryda, polnische Volleyballspielerin

### Mai

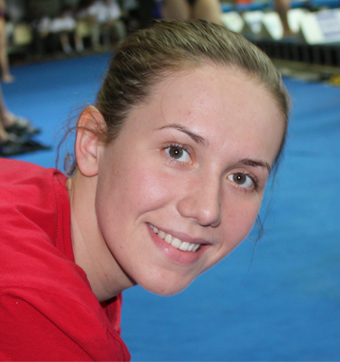
Anastassija Fessikowa

- 02. Mai: Zubayr Amiri, afghanischer Fußballspieler
- 02. Mai: Albert Costa, spanischer Automobilrennfahrer
- 02. Mai: Erwin Feuchtmann Perez, chilenischer Handballspieler
- 03. Mai: Semjon Jelistratow, russischer Shorttracker und Olympiasieger
- 04. Mai: Bram Nuytinck, niederländischer Fußballspieler
- 05. Mai: Martine Smeets, niederländische Handballspielerin
- 06. Mai: Germaine Abessolo Bivina, kamerunische Sprinterin
- 08. Mai: Anastassija Fessikowa, russische Schwimmerin
- 10. Mai: Marija Korobizkaja, kirgisische Leichtathletin
- 10. Mai: Ivana Španović, serbische Weitspringerin
- 11. Mai: Florian Hart, österreichischer Fußballspieler
- 11. Mai: Daniel Buballa, deutscher Fußballspieler
- 11. Mai: Julian Leal, kolumbianischer Automobilrennfahrer
- 12. Mai: Florent Amodio, französischer Eiskunstläufer
- 13. Mai: İlkan Karaman, türkischer Basketballspieler († 2024)
- 16. Mai: Viktor Maier, kirgisisch-deutscher Fußballspieler
- 16. Mai: Bjarki Már Elísson, isländischer Handballspieler
- 18. Mai: Daniel Egeland Jarstø, norwegischer Radrennfahrer
- 18. Mai: Carolin Schmele, deutsche Handballspielerin
- 19. Mai: Stefán Rafn Sigurmannsson, isländischer Handballspieler
- 20. Mai: Daniel Bartosch, österreichischer Fußballtorhüter
- 20. Mai: Lisa Mößinger, deutsche Handballspielerin
- 22. Mai: Danick Snelder, niederländische Handballspielerin
- 23. Mai: Nicolas Rossard, französischer Volleyballspieler
- 23. Mai: Maike Schirmer, deutsche Handballspielerin
- 24. Mai: Xavier Papo, namibischer Radsportler
- 24. Mai: Andreas Wolf, deutscher Handballspieler
- 25. Mai: Majda Kirmizi, montenegrinische Handballspielerin
- 25. Mai: Juri Witaljewitsch Talych, russischer Naturbahnrodler
- 26. Mai: Tom Wickham, australischer Hockeyspieler
- 28. Mai: Tobias Bogner, deutscher Skispringer
- 29. Mai: Sebastián Gagnebin, uruguayischer Fußballspieler
- 29. Mai: Antony Golec, australischer Fußballspieler
- 29. Mai: Petr Linhart, tschechischer Handballspieler
- 30. Mai: Mustafa Akbaş, türkischer Fußballspieler
- 31. Mai: Alischer Eschbekow, tadschikischer Leichtathlet
- 31. Mai: Yara van Kerkhof, niederländische Shorttrackerin

### Juni
- 01. Juni: Bianca Ghelber, rumänische Leichtathletin
- 02. Juni: Oliver Baumann, deutscher Fußballtorhüter
- 02. Juni: Jonathan Eisenkrätzer, deutscher Handballspieler
- 02. Juni: Sebastian Saavedra, kolumbianischer Automobilrennfahrer
- 03. Juni: Sergej Plotnikow, russischer Eishockeyspieler
- 06. Juni: Rafi Barekzai, afghanischer Fußballspieler
- 06. Juni: Vid Belec, slowenischer Fußballtorwart
- 06. Juni: Matthew John Lewis, australischer Fußballspieler
- 07. Juni: Nadja Gilchrist, US-amerikanische Tennisspielerin
- 07. Juni: Sofie Skoog, schwedische Leichtathletin
- 11. Juni: Christophe Lemaitre, französischer Sprinter
- 12. Juni: Katharina Bauer, deutsche Leichtathletin Katharina Bauer

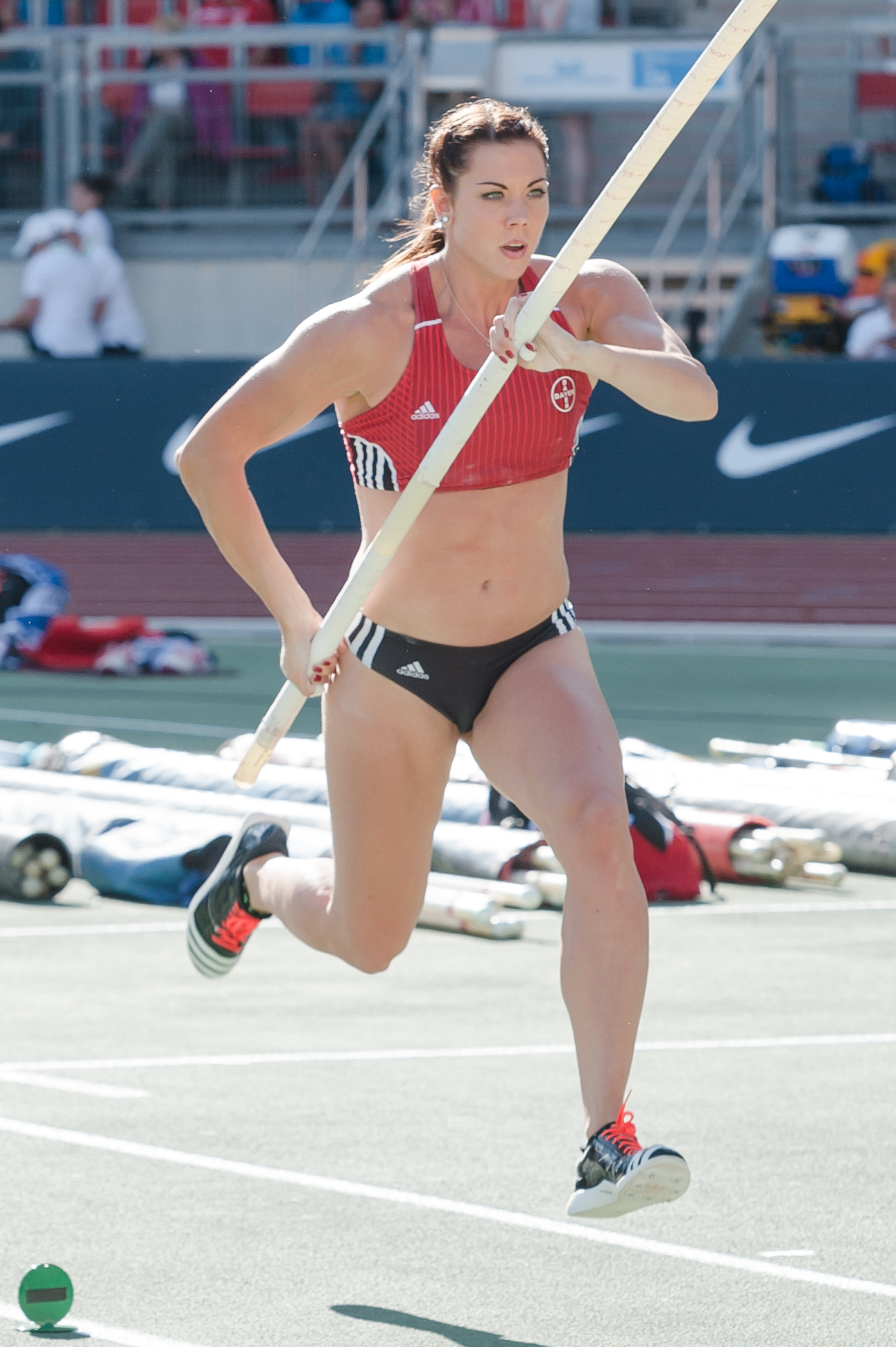
Katharina Bauer

- 12. Juni: Cemal Kütahya, türkischer Handball- und Beachhandballspieler († 2023)
- 14. Juni: Jeinkler Aguirre, kubanischer Wasserspringer
- 14. Juni: Azenaide Carlos, angolanische Handballspielerin
- 14. Juni: Patrice Cormier, kanadischer Eishockeyspieler
- 14. Juni: Karoline Bjerkeli Grøvdal, norwegische Mittel- und Langstreckenläuferin
- 14. Juni: Robert Hering, deutscher Leichtathlet
- 14. Juni: Jeroen Mul, niederländischer Automobilrennfahrer
- 15. Juni: Roberto Dellasega, italienischer Skispringer
- 15. Juni: Josef Král, tschechischer Automobilrennfahrer
- 16. Juni: Nele Kurzke, deutsche Handballspielerin
- 16. Juni: Sanna Solberg, norwegische Handballspielerin
- 16. Juni: Silje Solberg, norwegische Handballspielerin
- 18. Juni: Luke Adam, kanadischer Eishockeyspieler
- 19. Juni: Brodie Mooy, australischer Fußballspieler
- 19. Juni: Marin Morrison, US-amerikanische Schwimmerin († 2009)
- 19. Juni: Gerrit Pressel, deutscher Fußballspieler
- 20. Juni: Haris Handžić, bosnisch-herzegowinischer Fußballspieler
- 21. Juni: Hernán Fenner, argentinischer Fußballspieler
- 21. Juni: Chad Ho, südafrikanischer Schwimmer
- 21. Juni: Håvard Nordtveit, norwegischer Fußballspieler
- 21. Juni: Katrin Welter, deutsche Handballspielerin und -trainerin
- 22. Juni: Sebastian Jung, deutscher Fußballspieler
- 22. Juni: Faruk Vražalić, bosnisch-herzegowinischer Handballspieler
- 24. Juni: Richard Sukuta-Pasu, deutscher Fußballspieler
- 24. Juni: Caroline Thomas, deutsche Handballspielerin
- 25. Juni: Maximilian Kieffer, deutscher Golfspieler
- 25. Juni: John Wartique, belgischer Automobilrennfahrer
- 26. Juni: Tatjana Andrjuschina, russische Degenfechterin
- 26. Juni: Belaynesh Oljira, äthiopische Langstreckenläuferin
- 27. Juni: Laura van der Heijden, niederländische Handballspielerin
- 29. Juni: Marvin Prolingheuer, deutscher Volleyballspieler
- 30. Juni: Matej Dobovšek, slowenischer Skispringer

### Juli

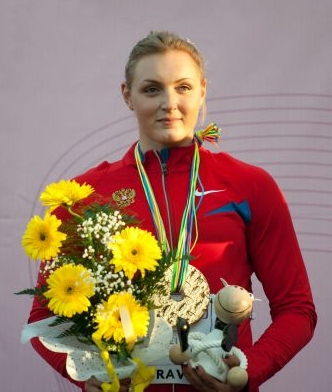
Jewgenija Kolodko

- 03. Juli: Kento Sakuyama, japanischer Skispringer
- 04. Juli: Jake Gardiner, US-amerikanischer Eishockeyspieler
- 06. Juli: Felix Schoft, deutscher Skispringer
- 07. Juli: Lee Addy, ghanaischer Fußballspieler
- 09. Juli: Bernd Herndlhofer, österreichischer Automobilrennfahrer
- 09. Juli: Kuba Giermaziak, polnischer Automobilrennfahrer
- 10. Juli: Antonio Daniloski, deutscher E-Sportler († 2010)
- 11. Juli: Daniel Colman, US-amerikanischer Pokerspieler
- 11. Juli: Camille French, neuseeländische Leichtathletin
- 11. Juli: Fabian Holland, deutscher Fußballspieler
- 12. Juli: Alessandro Abruscia, italienischer Fußballspieler
- 12. Juli: Philipp Eitzinger, österreichischer Motorradrennfahrer
- 12. Juli: Zhang Beiwen, singapurische Badmintonspielerin
- 13. Juli: Murat Akça, türkischer Fußballspieler
- 13. Juli: Gerald Melzer, österreichischer Tennisspieler
- 13. Juli: Jonathan Mensah, ghanaischer Fußballspieler
- 14. Juli: Jessica Wich, deutsche Fußballspielerin
- 15. Juli: Ryan Bailie, australischer Triathlet
- 15. Juli: Sven Michel, deutscher Fußballspieler
- 16. Juli: Jens Klingmann, deutscher Automobilrennfahrer
- 16. Juli: Johann Zarco, französischer Motorradrennfahrer
- 19. Juli: Aron Pálmarsson, isländischer Handballspieler
- 20. Juli: Daria Pogorzelec, polnische Judoka
- 20. Juli: Lars Unnerstall, deutscher Fußballspieler
- 21. Juli: Rut Arnfjörð Jónsdóttir, isländische Handballspielerin
- 21. Juli: Maximilian Oesterhelweg, deutscher Fußballspieler
- 21. Juli: Hendrick Zuck, deutscher Fußballspieler
- 22. Juli: Jewgenija Kolodko, russische Kugelstoßerin
- 23. Juli: Marco Nowak, deutscher Eishockeyspieler
- 24. Juli: Iso Sluijters, niederländischer Handballspieler
- 24. Juli: Dean Stoneman, britischer Automobilrennfahrer
- 25. Juli: Michel Abt, deutscher Handballspieler
- 25. Juli: Nacer Bouhanni, französischer Radrennfahrer
- 25. Juli: Alexianne Castel, französische Schwimmerin
- 26. Juli: Jesús Herrada, spanischer Radrennfahrer
- 26. Juli: Makazole Mapimpi, südafrikanischer Union-Rugby-Spieler
- 26. Juli: Isabell Roch, deutsche Handballspielerin
- 27. Juli: Erislandy Savón, kubanischer Boxer
- 28. Juli: Mun Sung-Hak, südkoreanischer Automobilrennfahrer
- 30. Juli: Lee Jeong-il, südkoreanischer Naturbahnrodler
- 31. Juli: Adlan Alijewitsch Abduraschidow, russischer Boxer

### August
- 01. August: Manuel Zeitz, deutscher Fußballspieler
- 02. August: Witalija Djatschenko, russische Tennisspielerin
- 02. August: Dejan Judež, slowenischer Skispringer
- 03. August: Mareike Adermann, deutsche Rollstuhlbasketballspielerin
- 03. August: Mickaël Mawem, französischer Sportkletterer
- 04. August: Tim Hornke, deutscher Handballspieler
- 07. August: Alex Brundle, britischer Automobilrennfahrer
- 08. August: Mari Molid, norwegische Handballspielerin
- 09. August: Eugenio Alafaci, italienischer Radrennfahrer
- 10. August: Margarita Alijtschuk, russische Turnerin und Olympiasiegerin
- 10. August: Lorenzo Melgarejo, paraguayischer Fußballspieler
- 12. August: Mario Balotelli, italienischer Fußballspieler
- 13. August: Fabian Sagstetter, deutscher Faust- und Volleyballspieler
- 14. August: Belma Šmrković, serbische Skilangläuferin
- 17. August: David Zhu, chinesischer Automobilrennfahrer
- 19. August: Toni Leistner, deutscher Fußballspieler
- 21. August: Ina Großmann, deutsche Handballspielerin
- 22. August: Rifat Şen, österreichischer Fußballspieler
- 23. August: Tomáš Hasilla, slowakischer Biathlet
- 23. August: Reimond Manco, peruanischer Fußballspieler
- 23. August: Exaucé Mayombo, deutsch-kongolesischer Fußballspieler
- 23. August: Luís Sá Silva, angolanischer Automobilrennfahrer
- 23. August: Čaba Silađi, serbischer Schwimmer
- 24. August: Pjotr Nikolajewitsch Sedow, russischer Skilangläufer
- 27. August: Tori Bowie, US-amerikanische Sprinterin und Weitspringerin († 2023)
- 28. August: Brahim Bedbouda, algerischer Fußballspieler
- 28. August: Michael Christensen, dänischer Automobilrennfahrer
- 28. August: Samuel Freire, kapverdischer Leichtathlet
- 28. August: Arnaud Grand, Schweizer Cyclocrossfahrer
- 28. August: Bojan Krkić, serbisch-spanischer Fußballspieler
- 28. August: Nicola de Marco, italienischer Automobilrennfahrer
- 28. August: Brooke Wales, US-amerikanische Skirennläuferin
- 29. August: Patrick van Aanholt, niederländischer Fußballspieler
- 30. August: José Cortaberría, uruguayischer Fußballspieler
- 31. August: Thomas Götzl, finnisch-deutscher Fußballspieler

### September
- 02. September: Marcus Ericsson, schwedischer Automobilrennfahrer
- 04. September: Tolgay Karakaya, türkischer Fußballspieler
- 04. September: Anatolij Sossnizkij, ukrainischer Radrennfahrer
- 05. September: Franco Zuculini, argentinischer Fußballspieler
- 05. September: Kim Yu-na, südkoreanische Eiskunstläuferin
- 06. September: Marco Sørensen, dänischer Automobilrennfahrer
- 07. September: Fjodor Klimow, russischer Eiskunstläufer
- 07. September: Tanja Kolbe, deutsche Eiskunstläuferin
- 07. September: Maximilian Schubert, deutscher Handballspieler
- 08. September: Matthew Dellavedova, australischer Basketballspieler
- 09. September: Sharofiddin Lutfullayev, usbekischer Judoka
- 09. September: Vasco Regini, italienischer Fußballspieler
- 09. September: Alexander Igorewitsch Schibajew, russischer Tischtennisspieler
- 11. September: Andreas Ludwig, deutscher Fußballspieler
- 12. September: Felix Ahr, deutscher Volleyballspieler
- 12. September: Yūji Kunimoto, japanischer Automobilrennfahrer
- 12. September: Holly Lam-Moores, britische Handballspielerin
- 14. September: Douglas Costa, brasilianischer Fußballspieler
- 14. September: Sam Lowes, britischer Motorradrennfahrer
- 14. September: Luisa Schulze, deutsche Handballspielerin
- 15. September: Steven Müller, deutscher Leichtathlet
- 15. September: Christopher „Chris“ Payne, australischer Fußballspieler
- 16. September: Karim Boudiaf, katarisch-algerisch-marokkanischer Fußballspieler
- 16. September: Steven Means, US-amerikanischer American-Football-Spieler
- 17. September: Petar Đorđić, deutscher Handballspieler
- 17. September: Felix Handschke, deutscher Handballspieler
- 17. September: Rupert Svendsen-Cook, britischer Automobilrennfahrer
- 19. September: Henrik Köncke, deutscher Sportfunktionär
- 19. September: Ksenija Makejewa, russische Handballspielerin
- 20. September: Donatas Motiejūnas, litauischer Basketballspieler
- 20. September: John Tavares, kanadischer Eishockeyspieler
- 21. September: Al-Farouq Ajiede Aminu, nigerianisch-US-amerikanischer Basketballspieler
- 22. September: Peter Ankersen, dänischer Fußballspieler
- 22. September: Miquel Nelom, niederländischer Fußballspieler
- 23. September: Martin Finger, deutscher Pokerspieler
- 25. September: Mao Asada, japanische Eiskunstläuferin
- 26. September: Michael Matthews, australischer Radrennfahrer
- 26. September: Pascal Testroet, deutscher Fußballspieler
- 28. September: Evan Dunfee, kanadischer Geher
- 28. September: Kazuhiro Satō, japanischer Fußballspieler
- 29. September: J. V. Horto, brasilianischer Automobilrennfahrer
- 30. September: Dominique Aegerter, Schweizer Motorradrennfahrer
- 30. September: Courtney Hurley, US-amerikanische Degenfechterin
- 30. September: Osama Malik, australischer Fußballspieler

### Oktober
- 03. Oktober: Allistar Clarke, Leichtathlet aus St. Kitts und Nevis
- 03. Oktober: Darja Schkurichina, russische Turnerin und Olympiasiegerin
- 04. Oktober: Signy Aarna, estnische Fußballspielerin
- 05. Oktober: Federico Delbonis, argentinischer Tennisspieler
- 05. Oktober: Niall McVeigh, irischer Badmintonspieler
- 05. Oktober: Ferdinand Oswald, deutscher Fußballspieler
- 06. Oktober: Nicolas Mayer, französischer Skispringer
- 06. Oktober: Selina Wagner, deutsche Fußballspielerin
- 06. Oktober: Roman Wlassow, russischer Ringer und Olympiasieger
- 07. Oktober: Mason Finley, US-amerikanischer Diskuswerfer und Kugelstoßer
- 10. Oktober: Diosdado Miko Eyanga, äquatorialguineischer Schwimmer
- 10. Oktober: Jakub Vadlejch, tschechischer Speerwerfer
- 11. Oktober: Oliver Späth, deutscher Faustballspieler
- 16. Oktober: Ri Jong-hwa, nordkoreanische Gewichtheberin
- 21. Oktober: Raidel Acea Morales, kubanischer Mittelstreckenläufer
- 21. Oktober: Ricky Rubio, spanischer Basketballspieler
- 24. Oktober: Florian Niederlechner, deutscher Fußballspieler
- 24. Oktober: Danilo Petrucci, italienischer Motorradrennfahrer
- 25. Oktober: Wayne Boyd, britischer Automobilrennfahrer
- 25. Oktober: Florian Sotoca, französischer Fußballspieler
- 26. Oktober: Felix König, deutscher Handballspieler
- 26. Oktober: Pit Schlechter, luxemburgischer Radrennfahrer
- 27. Oktober: Farzad Abdollahi, iranischer Taekwondoin
- 30. Oktober: Melvin Boskamp, niederländischer Radrennfahrer
- 30. Oktober: Daniel Schlingmann, deutscher Handballtorwart

### November

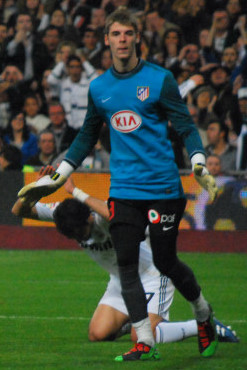
David de Gea

- 01. November: Valérie Courtois, belgische Volleyballspielerin
- 02. November: Jonathan Barboza, uruguayischer Fußballspieler
- 06. November: Jiloan Hamad, schwedischer Fußballspieler
- 06. November: Henrik Mustonen, finnischer Squashspieler
- 06. November: André Schürrle, deutscher Fußballspieler
- 07. November: David de Gea, spanischer Fußballspieler
- 07. November: Rosa-Mystique Jones, nauruische Leichtathletin
- 07. November: Merlin Polzin, deutscher Fußballspieler und -trainer
- 09. November: Olga Gorschenina, russische Handballspielerin
- 09. November: Yasmin Kwadwo, deutsche Leichtathletin
- 09. November: Constance Sibille, französische Tennisspielerin
- 10. November: Vanessa Ferrari, italienische Turnerin
- 10. November: Kristina Vogel, deutsche Bahnradsportlerin
- 11. November: Julian Koch, deutscher Fußballspieler
- 12. November: Florent Manaudou, französischer Schwimmer
- 13. November: Christine Foth, deutsche Handballspielerin
- 14. November: Kateřina Němcová, tschechische Schachspielerin
- 14. November: Zoe Van der Weel, britische Handballspielerin
- 19. November: Nick Andries, US-amerikanischer Automobilrennfahrer
- 19. November: Patrick Miedema, niederländischer Handballspieler
- 20. November: Maria Sole Ferrieri Caputi, italienische Fußballschiedsrichterin
- 22. November: Taha Akgül, türkischer Ringer
- 22. November: Jelena Prostewa, russische Skirennläuferin
- 24. November: Gastão Elias, portugiesischer Tennisspieler
- 25. November: Alaaeldin Abouelkassem, ägyptischer Fechter
- 25. November: Florian Schmid, Schweizer Badmintonspieler
- 26. November: Osama Akharraz, dänisch-marokkanischer Fußballspieler
- 26. November: Aaron Gate, neuseeländischer Radrennfahrer
- 28. November: Anga Dedryck Boyata, belgischer Fußballspieler
- 28. November: Gianmarco Raimondo, kanadischer Automobilrennfahrer
- 28. November: Bradley Smith, britischer Motorradrennfahrer
- 28. November: Tosh Van der Sande, belgischer Radrennfahrer
- 29. November: Gleb Kalarasch, russischer Handballspieler
- 29. November: Johan Koch, dänischer Handballspieler
- 30. November: Magnus Carlsen, norwegischer Schach-Großmeister
- 30. November: Jesús Ezquerra, spanischer Radrennfahrer

### Dezember
- 02. Dezember: Emmanuel Agyemang Badu, ghanaischer Fußballspieler
- 03. Dezember: Fausto Rossi, italienischer Fußballspieler
- 03. Dezember: Anna Sen, russische Handballspielerin
- 03. Dezember: Nick Yelloly, britischer Automobilrennfahrer
- 04. Dezember: Lukman Haruna, nigerianischer Fußballspieler
- 05. Dezember: Diego Dellasega, italienischer Skispringer
- 06. Dezember: Tamira Paszek, österreichische Tennisspielerin
- 07. Dezember: Alexander Menkow, russischer Weitspringer
- 09. Dezember: Debbie Bont, niederländische Handballspielerin
- 09. Dezember: Marc Lauterbach, deutscher Handballspieler
- 10. Dezember: Aruwa Late Ameh, nigerianischer Fußballspieler († 2011)
- 10. Dezember: Mehmed Malkoc, österreichischer Fußballspieler

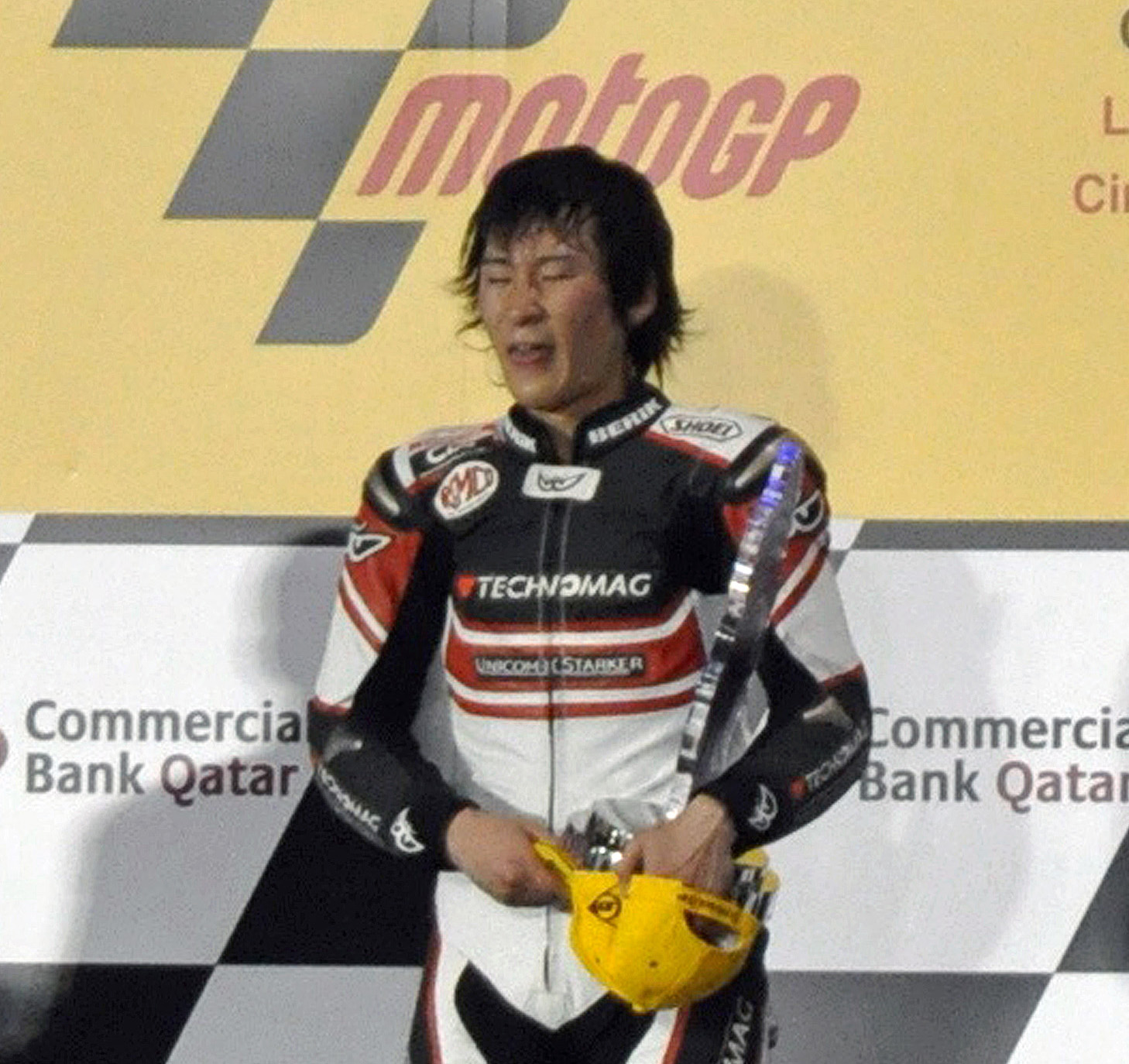
Shōya Tomizawa nach seinem Sieg beim Großen Preis von Katar 2010

- 10. Dezember: Shōya Tomizawa, japanischer Motorradrennfahrer († 2010)
- 12. Dezember: Tyron Smith, US-amerikanischer American-Football-Spieler
- 13. Dezember: Arantxa Rus, niederländische Tennisspielerin
- 13. Dezember: Niklas Ruß, deutscher Handballspieler
- 14. Dezember: Ali Zein, ägyptischer Handballspieler
- 15. Dezember: Oğuz Ceylan, türkischer Fußballspieler
- 15. Dezember: Juliane Wurm, deutsche Sportkletterin
- 17. Dezember: Felix Adjei, ghanaischer Fußballspieler
- 17. Dezember: Folashade Abugan, nigerianische Leichtathletin
- 18. Dezember: Giovanni Borsotti, italienischer Skirennläufer
- 19. Dezember: Anastassija Baryschnikowa, russische Taekwondoin
- 22. Dezember: Josef Newgarden, US-amerikanischer Automobilrennfahrer
- 23. Dezember: Yvette Broch, niederländische Handballspielerin
- 24. Dezember: Lars Hartig, deutscher Ruderer
- 24. Dezember: Michael Lewis, US-amerikanischer Automobilrennfahrer
- 24. Dezember: Lucy Spoors, neuseeländische Ruderin
- 28. Dezember: Ayele Abshero, äthiopischer Langstreckenläufer
- 31. Dezember: Patrick Chan, kanadischer Eiskunstläufer
- 31. Dezember: Jakob Schubert, österreichischer Sportkletterer
- 31. Dezember: Johannes Sellin, deutscher Handballspieler und -trainer

### Datum unbekannt
- John Brooks, englischer Fußballschiedsrichter
- Muriel Hess, deutsche Pétanquespielerin

## Gestorben

### Januar
- 01. Januar: Raymond Petit, französischer Leichtathlet (* 1910)
- 04. Januar: Per Samuelshaug, norwegischer Skilangläufer (* 1905)
- 08. Januar: Mario Brignoli, italienischer Leichtathlet (* 1902)
- 08. Januar: August Sturm, österreichischer Turner (* 1914)
- 12. Januar: John Hansen, dänischer Fußballspieler (* 1924)
- 20. Januar: Fernand Vandernotte, französischer Ruderer (* 1902)
- 30. Januar: John Lindgren, schwedischer Skilangläufer (* 1899)

### Februar
- 01. Februar: Jadwiga Wajs, polnische Leichtathletin (* 1912)
- 17. Februar: Robert Bernard, deutscher Fußballspieler (* 1913)
- 23. Februar: Henryk Leliwa-Roycewicz, polnischer Vielseitigkeitsreiter (* 1898)

### März
- 04. März: Harry Worthington, US-amerikanischer Weitspringer (* 1891)
- 06. März: Adam Papée, polnischer Fechter, Fechttrainer und Sportfunktionär (* 1895)
- 11. März: Cornelis Dusseldorp, niederländischer Ruderer (* 1908)
- 13. März: Gottfried Weimann, deutscher Leichtathlet (* 1907)
- 14. März: Wilhelm Baumann, deutscher Feldhandballspieler (* 1912)
- 14. März: Juri Alexejewitsch Sokolow, sowjetischer Judoka (* 1961)
- 16. März: Fritz Ewert, deutscher Fußballtorhüter (* 1937)
- 25. März: Bertil Linde, schwedischer Eishockeyspieler (* 1907)
- 27. März: Percy Beard, US-amerikanischer Leichtathlet (* 1908)
- 28. März: Gino Cappello, italienischer Fußballspieler (* 1920)

### April
- 01. April: Russell Vis, US-amerikanischer Ringer (* 1900)
- 06. April: James MacNabb, britischer Ruderer (* 1901)
- 10. April: Margarete Adler, österreichische Schwimmerin (* 1896)
- 11. April: Robert Reid, US-amerikanischer Skilangläufer (* 1898)
- 12. April: Otto Neumann, deutscher Leichtathlet (* 1902)
- 14. April: Mario Frustalupi, italienischer Fußballspieler (* 1942)
- 17. April: Angelo Schiavio, italienischer Fußballspieler (* 1905)
- 20. April: Walter Heitmann, deutscher Trabrennfahrer, Pferdetrainer und -züchter (* 1904)
- 22. April: Gustaf Wejnarth, schwedischer Leichtathlet (* 1902)
- 27. April: Willy Pieper, Schweizer Regattasegler (* 1911)
- 27. April: Wladimir Stojtschew, bulgarischer Reiter und Sportfunktionär (* 1892)
- 29. April: Mieczysław Burda, polnischer Eishockeyspieler und -trainer (* 1916)
- 30. April: Helmut Berndt, deutscher Leichtathlet, Wintersportler und Sportfunktionär (* 1915)
- 000April: Walter Knabenhans, Schweizer Radrennfahrer (* 1906)
- 000April: Willy Weibel, Schweizer Leichtathlet (* 1906)

### Mai
- 01. Mai: Jindřich Maudr, tschechoslowakischer Ringer (* 1906)
- 05. Mai: Rui Pinto Duarte, brasilianischer Moderner Fünfkämpfer (* 1911)
- 05. Mai: Jean Keller, französischer Leichtathlet (* 1905)
- 13. Mai: Hans Raff, deutscher Leichtathlet (* 1910)
- 15. Mai: Yves Van Massenhove, belgischer Radrennfahrer (* 1909)
- 19. Mai: Hector Dyer, US-amerikanischer Leichtathlet (* 1910)
- 27. Mai: Heino Dissing, dänischer Radrennfahrer (* 1912)
- 27. Mai: Emil Handschin, Schweizer Eishockeyspieler (* 1928)

### Juni
- 02. Juni: Antonio Herin, italienischer Skilangläufer (* 1896)
- 10. Juni: Fritz Huhn, deutscher Leichtathlet (* 1900)
- 11. Juni: Bert Norris, britischer Leichtathlet (* 1898)
- 13. Juni: Barbara Claßen, deutsche Judoka (* 1957)
- 26. Juni: Albert Byrd, US-amerikanischer Radrennfahrer (* 1915)
- 26. Juni: Hubert Ebner, deutsch-US-amerikanischer Radsportler (* 1906)

### Juli
- 10. Juli: Günther Roll, deutscher Ruderer (* 1905)
- 13. Juli: Alaattin Baydar, türkischer Fußballspieler (* 1901)
- 15. Juli: Poul Larsen, dänischer Kanute (* 1916)
- 18. Juli: Ilse Meudtner, deutsche Wasserspringerin (* 1910)
- 23. Juli: Herbert Oehmichen, US-amerikanischer Handballspieler (* 1915)
- 24. Juli: Coen Dillen, niederländischer Fußballspieler (* 1926)
- 25. Juli: Alfredo Piàn, argentinischer Automobilrennfahrer (* 1912)
- 30. Juli: Gustaf Jonsson, schwedischer Skilangläufer (* 1903)

### August
- 01. August: Hans Eisenhut, Schweizer Bobfahrer (* 1897)
- 06. August: Luis Lucchetti, argentinischer Fechter (* 1902)
- 06. August: Magnús Pálsson, isländischer Wasserballspieler (* 1912)
- 13. August: Dallas Bixler, US-amerikanischer Turner (* 1910)
- 18. August: József Kovács, ungarischer Leichtathlet (* 1911)
- 19. August: Gerold Fischer, deutscher Motorradrennfahrer (* 1957)
- 19. August: Ercole Gallegati, italienischer Ringer (* 1911)
- 23. August: Omero Tognon, italienischer Fußballspieler und -trainer (* 1924)
- 28. August: Gedeon Ladányi, ungarischer Eisschnellläufer (* 1914)
- 29. August: Luigi Beccali, italienischer Leichtathlet (* 1905)
- 31. August: André Dufau, französischer Leichtathlet (* 1905)

### September
- 02. September: Erich Herker, deutscher Eishockeyspieler (* 1905)
- 09. September: Hugh Sutherland, kanadischer Eishockeyspieler (* 1907)
- 11. September: Alois Kratzer, deutscher Skispringer (* 1907)
- 25. September: Giuseppe Valle, italienischer Wasserballspieler und -trainer (* 1904)
- 28. September: Willy Schröder, deutscher Leichtathlet (* 1912)

### Oktober
- 03. Oktober: Charlotte Boyle, US-amerikanische Schwimmerin (* 1899)
- 08. Oktober: Eric Wennström, schwedischer Leichtathlet (* 1909)
- 09. Oktober: John Brooks, US-amerikanischer Leichtathlet (* 1910)
- 15. Oktober: Tibor Berczelly, ungarischer Fechter (* 1912)
- 18. Oktober: Sol Furth, US-amerikanischer Leichtathlet (* 1907)
- 21. Oktober: Eugen Haugland, norwegischer Leichtathlet (* 1912)
- 24. Oktober: André Aumerle, französischer Radrennfahrer (* 1907)
- 28. Oktober: Alexandra Tschudina, sowjetische Leichtathletin (* 1923)
- 30. Oktober: Piroska Szekrényessy, ungarische Eiskunstläuferin (* 1916)
- 30. Oktober: Germaine Van Dievoet, belgische Schwimmerin (* 1899)
- 31. Oktober: Ukko Hietala, finnischer Moderner Fünfkämpfer (* 1904)
- 31. Oktober: André Verdeil, Schweizer Eishockeyspieler (* 1904)

### November
- 14. November: Otto Kuchenbecker, deutscher Basketballspieler (* 1907)
- 17. November: Edna Hughes, britische Schwimmerin (* 1916)
- 21. November: Pierre Musy, Schweizer Bobfahrer und Reitsportler (* 1910)
- 23. November: Vincenzo Demetz, italienischer Skilangläufer (* 1911)
- 23. November: Karl Aage Hansen, dänischer Fußballspieler (* 1921)

### Dezember
- 04. Dezember: Tajima Naoto, japanischer Leichtathlet (* 1912)
- 04. Dezember: Yada Kimio, japanischer Leichtathlet (* 1913)
- 06. Dezember: George Healis, US-amerikanischer Ruderer (* 1906)
- 09. Dezember: Ben Duijker, niederländischer Radrennfahrer (* 1903)
- 12. Dezember: Giorgio Ghezzi, italienischer Fußballspieler (* 1930)
- 21. Dezember: Magda Julin, schwedische Eiskunstläuferin (* 1894)
- 23. Dezember: József Darányi, ungarischer Leichtathlet (* 1905)
- 24. Dezember: Rodolfo Orlandini, argentinischer Fußballspieler und -trainer (* 1905)
- 25. Dezember: Nicolaas Tates, niederländischer Kanute (* 1915)
- 27. Dezember: Emmanuel Goldsmith, Schweizer Leichtathlet (* 1909)
- 28. Dezember: Arne Petersen, dänischer Radrennfahrer (* 1913)
- 29. Dezember: Frederick Wolters, US-amerikanischer Hockeyspieler (* 1904)
- 000Dezember: Émile Ess, Schweizer Ruderer (* 1932)

### Datum unbekannt
- Jenny Addams, belgische Florettfechterin (* 1909)
- Albert Bachmann, Schweizer Turner (* 1906)
- Vít Fousek senior, tschechoslowakischer Skiläufer (* 1913)